# دافيد للانوس
دافيد للانوس (بالإسبانية: David Llanos)‏ (27 يوليو 1989 بتالكاهوانو في تشيلي - ) هو مدرب كرة قدم ولاعب كرة قدم تشيلي في مركز الهجوم. شارك مع منتخب تشيلي تحت 17 سنة لكرة القدم ومنتخب تشيلي تحت 20 سنة لكرة القدم. أما مع النوادي، فقد لعب مع نادي أونيفرسيداد كاتوليكا ونادي بالستينو وهواتشيباتو ونادي كونسيبسيون ‏ ورينجرز دي تالكا.

## روابط خارجية
- دافيد للانوس على موقع قاعدة بيانات كرة القدم.إي يو (الإنجليزية)
- دافيد للانوس على موقع Soccerway.com (الإنجليزية)
- دافيد للانوس على موقع AS.com (الإسبانية)